# Calluga poliophrica
Calluga poliophrica är en fjärilsart som beskrevs av Turner 1922. Calluga poliophrica ingår i släktet Calluga och familjen mätare. Inga underarter finns listade i Catalogue of Life.